# پل بونیفاس
پل بونیفاس (فرانسوی: Paul Bonifas‎؛ ۳ ژوئن ۱۹۰۲ – ۹ نوامبر ۱۹۷۵) هنرپیشه اهل فرانسه بود. 
از فیلم‌هایی که وی در آن نقش داشته‌است، می‌توان به بهشت همین نزدیکی‌هاست، ترن، ماجرای ماداگاسکار، معما و زن و بازیچه او اشاره کرد.